# ووجیمیش اسمولارک
ووجیمیش وویچخ اسمولارک (لهستانی: Włodzimierz Wojciech Smolarek; ۱۶ ژوئیهٔ ۱۹۵۷ – ۷ مارس ۲۰۱۲) بازیکن فوتبال اهل لهستان بود.
از باشگاه‌هایی که در آن بازی کرده‌است می‌توان به باشگاه فوتبال فاینورد، باشگاه فوتبال آینتراخت فرانکفورت، باشگاه فوتبال اوترخت و باشگاه فوتبال لگیا ورشو اشاره کرد.